# Steve Hooper
Steven Lee Hooper (* 5. Juni 1970 in London, Vereinigtes Königreich) ist ein britischer Pornodarsteller und ein Model, bekannt unter seinem Pseudonym Steve Hooper. Er spielt in heterosexuellen Pornofilmen, steht aber auch bei homosexuellen Porno-Firmen als Solo-Darsteller unter Vertrag.

## Leben
Steve nahm als Jugendlicher an nationalen Schwimmwettbewerben teil. In seinen frühen 20er Jahren war er als Unterwäschemodel tätig. 1994 absolvierte er ein Studium der Rechtswissenschaften und wurde Wirtschaftsanwalt. 1999 debütierte er als Pornodarsteller.
Während seiner Karriere wirkte er in mehr als 120 Pornofilmen mit. Sein Erfolg erklärt sich laut Umfragen durch sein Aussehen und sein großes Geschlechtsorgan. Trotz seiner Heterosexualität hat Steve eine große homosexuelle Fangemeinde, die entstanden ist, nachdem er für homosexuelle Pornofirmen anfing, in Pornofilmen mitzuwirken. Hier wirkt er jedoch nur mit der Aufführung der Masturbation.
Den Höhepunkt seiner Karriere erreichte er im Jahr 2004, wo er bei den British Adult Film Industry Awards den Male Performer of the Year-Preis gewann. Im Juli 2006 kündigte Steve seinen Rücktritt aus der Pornobranche an, um Louisa Bundy zu heiraten. Er kam trotzdem zurück in die Szene, mit weniger Auftritten.
Er verwendete auch Pseudonymen wie Bailey, Steve, Steve Adore, Steve Bailey, Steve Cooper und Steven Hooper.

## Filmografie (Auswahl)
- 1999: Leg Sex Shoe Shop
- 2000: Ass Brand New 2
- 2001: Ben Dover Royal Ass Reamers 2
- 2001: Pirate Fetish Machine 3 - Fetish and Magic
- 2001: Private Reality 4 - Just Do It to Me
- 2001: Sin Twins
- 2002: Anal Czech Up
- 2002: Angelmania
- 2002: Die megageile Küken-Farm
- 2002: Foul Mouth Sluts 2
- 2002: Ibiza Undressed
- 2002: Ibiza Undressed 2
- 2002: Lock Cock & 2 Smoking Bimbos
- 2002: Passion
- 2002: Private Black Label 24 - DNA
- 2002: Private Gold 60 - Private Eye
- 2002: Private Reality 10 - Ladder of Love
- 2002: Private Reality 8 - Summer Love
- 2003: Ass Cleavage 3
- 2003: Barely Legal 34
- 2003: Canibales Sexuales
- 2003: Carmen Goes to College 4
- 2003: Cum Filled Throats 4
- 2003: Hustler Confidential - Riviera Heat 1
- 2003: Hustler Confidential - Riviera Heat 2
- 2003: Hustler Confidential - Smooth As Satin
- 2003: Inside My Panties 1
- 2003: Inside My Panties 2
- 2003: Intensities In 10 Cities
- 2003: Private Black Label 30 - Scottish Loveknot
- 2003: Private Movies 5 - Pleasure Island
- 2003: Private Movies 6 - The 5 Keys of Pleasure
- 2003: Private Movies 9 - All Sex
- 2003: Private Sports - Moto XXX
- 2003: Private Sports 4 - Snow Sluts
- 2003: Private Sports 5 - Surf Fuckers
- 2003: Sex with Young Girls 1
- 2003: Stuffin Young Muffins
- 2003: When Porn Stars Play 1
- 2003: When Porn Stars Play 2 - Sluts in the Sun
- 2003: Wild on Sex 2
- 2004: Anal Trainer 7
- 2004: Anal Trainer 8
- 2004: Analgeddon 2
- 2004: Angelmania 5
- 2004: Anna's Mates
- 2004: Ass Cleavage 4
- 2004: Assentials
- 2004: Barely Legal 50
- 2004: Big Cock Seductions 14
- 2004: Big Cock Seductions 15
- 2004: Big Natural Breasts 3
- 2004: Cabaret Bizarre
- 2004: Double Decker Sandwich 3
- 2004: European ATM
- 2004: F.A.B.'s - Fine Ass Babes
- 2004: Hot Rats
- 2004: Inside My Panties 4
- 2004: Katja Kassin's Fuck Me
- 2004: No Holes Barred 3
- 2004: Private Life of Jane Darling
- 2004: Private Life of Jessica May
- 2004: Private Platinum
- 2004: RSVP
- 2004: South American Pie 2
- 2004: Straight a Student
- 2004: Swallow My Pride 4
- 2004: Voyeur 28
- 2004: We All Scream for Ass Cream
- 2004: Who's Your Daddy? 4
- 2005: Apprentass 3
- 2005: Barely Legal All Stars 4
- 2005: Cum Swallowers 2
- 2005: Cum Swappers 4
- 2005: Hotel Hyde
- 2005: I Love Lanny
- 2005: I'm a Big Girl Now 2
- 2005: Leg Affair 13
- 2005: Pirate Fetish Machine 24 - Stiletto
- 2005: Private Story of Monika Sweetheart
- 2005: Slam It! In Her Ass
- 2005: The Best by Private 65 - Anal Madness
- 2005: Triple Hexxx
- 2005: Young Harlots - In London
- 2006: Apprentass 6
- 2006: Hardcore Fantasies 2
- 2006: Humpin' Plumpers
- 2007: Bad Ass Bridgette 2
- 2008: Making of a Whore
- 2008: Young Harlots - In Detention
- 2009: Bananass
- 2009: Copz
- 2009: Country Matters
- 2009: Secret Garden
- 2010: Assylum Seekers
- 2010: Catlicks
- 2010: Department S Mission 1 - City of Broken Angels
- 2010: Emergency
- 2010: Lost in France
- 2010: Memoirs of a Foot Fetist
- 2010: Murder Mystery Weekend Act 2 - Maiden Fear
- 2010: Poker Room
- 2010: Porno Workout
- 2010: Private Life of Jessica Fiorentino
- 2010: Street Heat
- 2011: A Week in Provence
- 2011: Alicia Rhodes' Tough Love
- 2011: Honeymoon
- 2011: Kitchen Confidential
- 2011: Suicide Blondes
- 2011: Villa Toscana
- 2012: Mums in Charge
- 2013: Schoolgirl Sluts
- 2014: Best of Johnny Rebel 2
- 2014: Carmen Luvana: Porn Star